# Freiberger (Pferd)
Der Freiberger ist die letzte ursprüngliche Schweizer Pferderasse und wird heute als leichtes Kaltblut oder schweres Warmblut bezeichnet. Die Wiege der Rasse befindet sich auf dem Hochplateau Freiberge (Franches-Montagnes) im Jura. Daher kommt auch die Kurzbezeichnung „FM“ für die Pferderasse. Die Bezeichnung „Freiberger“ für das Jurapferd erscheint in der Literatur erstmals 1898 in einem Buch von Josef Marek.
Heute werden Freiberger in den Kategorien Freiberger, Basisfreiberger und Urfreiberger gezüchtet. Die Unterschiede liegen vor allem im Anteil fremder Blutlinien (Araber, Warmblüter) und im Zuchtziel, also im angestrebten Aussehen und den Einsatzmöglichkeiten als Sport-, Freizeit- oder Arbeitspferd. Um für Klarheit zu sorgen, ist es heute üblich, bei jedem Freiberger Zuchtpferd den Fremdblutanteil (FB-%) anzugeben.
Hintergrundinformationen zur Pferdebewertung und -zucht finden sich unter: Exterieur, Interieur und Pferdezucht.

## Exterieur

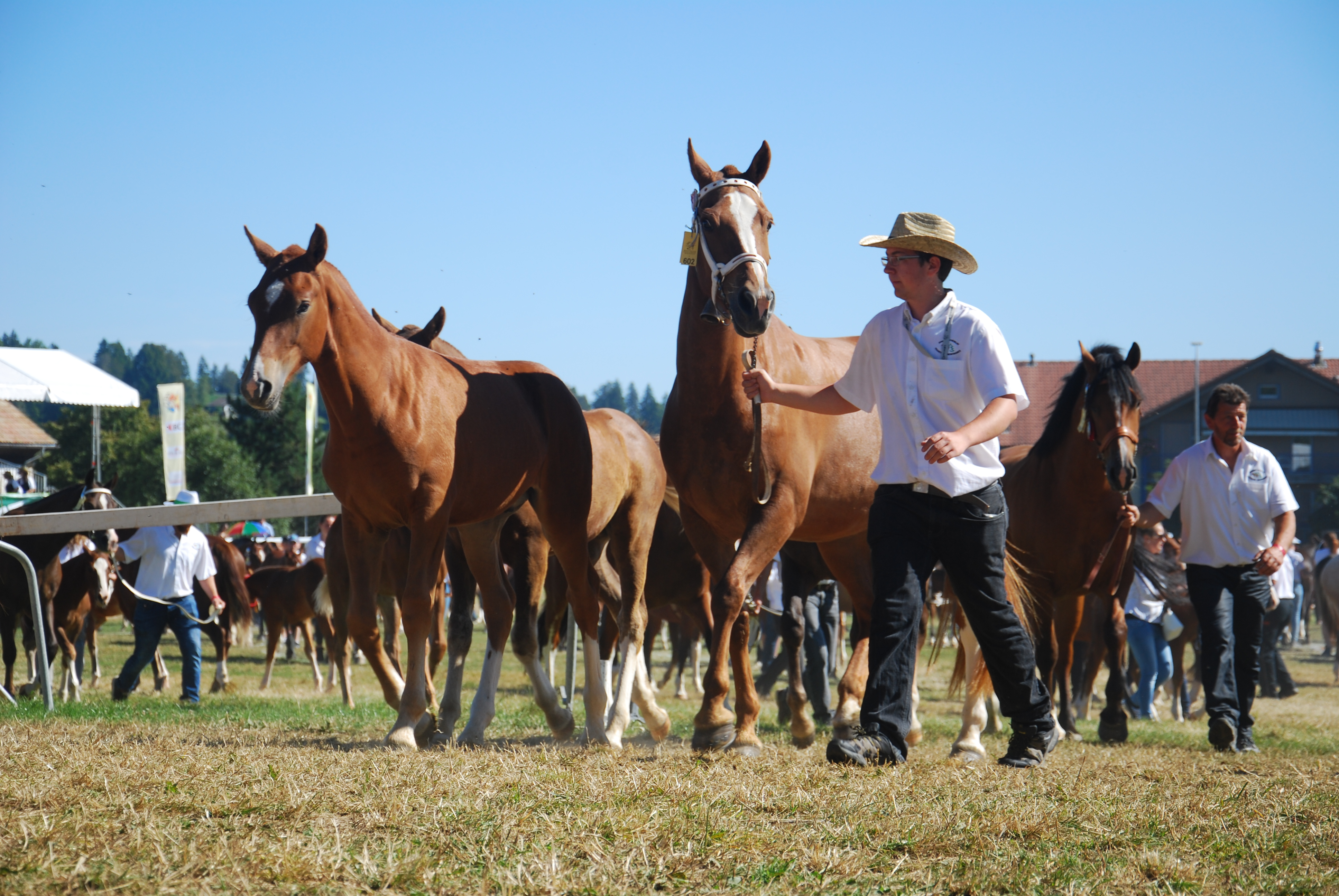
Präsentation von Freiberger Zuchtpferden im Rahmen des Marché Concours

Freiberger sind kompakte, quadratische Pferde. Der Rücken ist kurz und tragfähig. Auf dem kräftigen Hals sitzt ein ausdrucksvoller, edler Kopf. Das Gewicht beträgt zwischen 450 und 600 kg, das Stockmass beträgt ca. 150 bis 160 cm. Freiberger sind fast immer braun bis fuchsrot mit einem auffälligen weissen Fleck auf Stirn oder Kopf.

## Interieur
Ursprünglich als Arbeitspferd gezüchtet, zeichnet sich der Freiberger durch einen gutmütigen arbeitswilligen Charakter aus. Der Freiberger ist eine der wenigen Pferderassen, bei dem diese gutmütige Charakterstärke bei der Zuchtauswahl durch den sogenannten Feldtest als wichtiges Kriterium geprüft und bewertet wird. In den verschiedenen Zuchtrichtungen zeigt sich die ganze Bandbreite seiner vielseitigen Einsatzmöglichkeiten sowohl als schweres Zugpferd, als auch als Familien- und Freizeitpferd, bis hin zum modernen Sportpferd.

## Zuchtgeschichte

### Anfänge der systematischen Freiberger Pferdezucht im 19. Jahrhundert

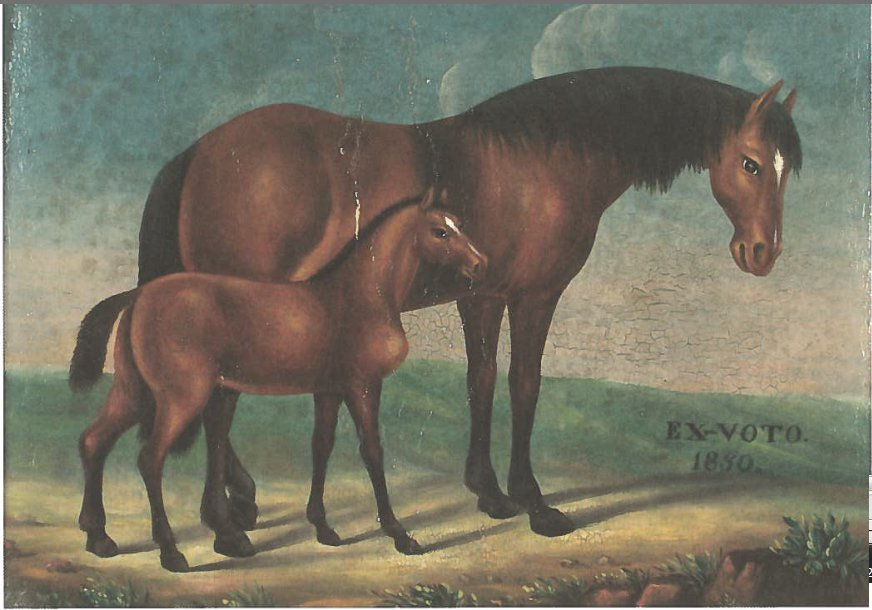
Das Freiberger Pferd, Zeichnung von 1850

Der ursprüngliche Freiberger geht zurück auf das historische Jura-Pferd, eine sehr alte Landrasse aus dem Raum des Bistums Basel. Die Zucht von Freibergern kann zurückverfolgt werden bis etwa ins 15. Jahrhundert. Auf Basis von orientalischen und Comtois-Hengsten wurde ein kräftiges, gedrungenes Pferd gezüchtet, das jahrhundertelang in Armeen und in der Landwirtschaft eingesetzt und hoch geschätzt wurde. Erstmals schriftlich erwähnt wird das Jura-Pferd in einem Bericht über eine Zuchtpferdeschau am 17. März 1817 in Tavannes im Jura. Die Anzahl der Stuten wurde zu dieser Zeit auf 4.000 geschätzt.
Zur Zeit der Französischen Revolution und der Napoleonischen Kriege wurden von der französischen Armee alle brauchbaren Pferde, auch in der Schweiz, requiriert. Ab 1840 bis 1850 setzte der Hauptabnehmer Frankreich mehr und mehr Militärpferde aus eigenen Zuchten ein, sodass die Zucht des Freibergers fast zum Erliegen kam. Um 1860 war die Freiberger Zucht so stark zurückgegangen, dass die Schweizer Regierung beschloss einzugreifen, um den Nachschub an geeigneten Pferden für das eigene Militär zu gewährleisten. Die Freibergerzucht wurde nun durch staatliche Vorgaben beeinflusst und dokumentiert.
Allerdings waren die staatlichen Vorstellungen über das zu züchtende Pferd sehr an den Bedürfnissen des Militärs orientiert und weniger an denen der Bauern. So wurden auf Betreiben der Behörden vielfach Einkreuzungen leichterer Pferderassen durchgesetzt, um Reit-, Post- und Wagenpferde zu bekommen. Die so gezüchteten Pferde waren aber mehr und mehr für die bäuerliche Arbeit ungeeignet.
Aus den Bemühungen entstand der wichtigste Hengst Vaillant, der am 5. April 1891 in Saignelégier geboren wurde. Noch heute gehen ca. 70 % aller Freiberger auf Vaillant zurück. Ein anderer Hengst aus dieser Zeit, der die Freibergerzucht nachhaltig prägte, war der Anglo-Normannen Hengst Imprevue, der am 9. Mai 1886 in Frankreich geboren wurde und 1889 in die Schweiz kam. Etwa 25 % der Freiberger stammen von ihm ab.
Gegen die behördlich geförderte Pferdezucht wurde also in einigen Regionen auf Initiative der Bauern versucht, auch eine Zucht von schwereren Arbeitspferden aufzubauen. Die in diesem Zusammenhang eingekreuzten Pferderassen sind ab dem Jahr 1851 bekannt. Es waren genealoge Pferderassen, also mit dem Jurapferd genetisch verwandte Pferderassen, wie Ardenner, Percherons und tief gebaute Anglo-Normannen. Auch Comtois-Hengste und -Stuten wurden immer wieder in die Zucht aufgenommen.
Anlässlich der nationalen Pferdeausstellung in Aarau im Jahr 1865 stellte man fest, dass das Jurapferd gute Qualitäten hat und nun systematisch gezüchtet werden sollte. Das Problem der gegensätzlichen Vorstellungen über das Zuchtziel von Bauern und Militärs blieb aber weiter bestehen.
Schliesslich schlossen sich die bäuerlichen Züchter mit der Gründung der ersten Pferdezuchtgenossenschaft 1894 im schweizerischen Burgdorf zusammen, mit dem Ziel, ein schweres Zugpferd mit Masse und Gang zu züchten. Der hieraus entstandene legendäre Burgdorferschlag war eine Anpaarung zwischen Jurastuten und genealog verwandten Ardenner-Hengsten. In den 1960er Jahren starb dieser kaltblütige Zweig der Freiberger aus.

### In der Schweiz staatlich geförderte Zucht des Freibergers im 20. Jahrhundert

Farand, ein dreijähriger Freiberger Hengst, Foto aufgenommen während des Ersten Weltkriegs

Erst im Jahr 1904 wurde den unterschiedlichen Zuchtziel-Vorstellungen von Bauern und Militärs Rechnung getragen, indem die eidgenössische Pferdezucht-Kommission zwei gleichberechtigte Kategorien schuf. Gezüchtet werden sollte nun entweder:
1. Das Kavallerie- und Artilleriepferd oder
2. Das Zugpferd mit Masse und Gang

Die Züchter wurden aufgefordert, sich für einen Pferdetyp zu entscheiden und sich untereinander zu organisieren. Die besten Hengste wurden im frisch gegründeten Hengst- und Fohlendepot in Avenches, dem heutigen Schweizer Nationalgestüt, aufgestellt. 1912 wurde in den Berichten der Kantonalen Berner Pferdezuchtkommission zum ersten Mal der Begriff «cheval du Jura, type des Franches-Montagnes (FM)» (Jurapferd, Rasse Freiberger) erwähnt.
1921 wurde das Stammzuchtbuch für das Zugpferd, das Ursprungszuchtbuch der Freiberger, eröffnet. Ab 1921 bis 1950 wurden vier Kaltbluthengste und acht Halbbluthengste bei etwa 650.000 Belegungen eingesetzt.
Bis 1950 hatte sich die Freiberger-Rasse als Armeepferd bewährt und durch die vielseitige Einsetzbarkeit in Landwirtschaft und Gewerbe in der gesamten Schweiz verbreitet. Sie wurde zu einem bedeutenden wirtschaftlichen und kulturellen Faktor in der Schweiz.

### Freibergerzucht nach dem Zweiten Weltkrieg
Nach dem Zweiten Weltkrieg tendierte die Zucht kurzzeitig zu schwereren Pferden, um der zunehmenden Motorisierung in der Landwirtschaft entgegenzutreten. Nach rund zehn Jahren war aber klar, dass auch ein schwereres Pferd nicht mit dem Traktor konkurrieren konnte.
Für das reine Zugpferd gab es kaum noch Verwendung. Die Leitung des Schweizer Nationalgestütes unter Dr. Baumann plante in dieser Zeit, ähnlich wie bei vielen Warmblutpferdezuchten in diesen Jahren, eine Umzüchtung der Rasse. Ziel war, eine neue Sporthengstlinie zu gründen. Man begann unter anderem mit dem Vollblutaraber-Zuchthengst Doktryner ox Freibergerstuten zu belegen, um mit einem sportlich leichteren Pferd die Marktchancen des Freibergers zu erhöhen. In der Umsetzung dieser Pläne wurden vier Araberhengste und 27 hochblütige Warmblüter, bei einer Gesamtpopulation von knapp 3.000 Zuchtstuten, in die Zucht genommen. Ab den 1960er Jahren wurden in erster Linie schwedische Warmblüter eingesetzt. Die Nachkommen dieser Einkreuzungen sind heute kaum noch von einem Warmblutpferd zu unterscheiden und erfüllen damit das Zuchtziel als Freizeitpferd mit Eignung für den Reit- und Fahrsport.
Als Folge der Umzüchtung wurde in weniger als 20 Jahren der kaltblütige Urfreibergerschlag an den Rand des Aussterbens gedrängt.

## Zucht heute
Das nationale Gestüt in Avenches ist sowohl Hengststation sowie auch Ausbildungs- und Kompetenzzentrum der Freiberger Rasse. Mehr als ein Drittel aller Freiberger Zuchthengste stehen im Gestüt. Ihre Dienstleistungen stellt das Gestüt in der ganzen Schweiz zur Verfügung. Der schweizerische Pferdezuchtverband hat seine Räumlichkeiten in den Gebäuden des Gestütes untergebracht.

### Kategorie Stud-Book des Schweizerischen Freibergerverbands (SFV)
1997 wurde der heutige Schweizerische Freibergerverband (SFZV, heute SFV) gegründet. Der SFV versteht sich als Verband aller Freiberger-Zuchtrichtungen und führt ein Herdebuch (Zuchtbuch) mit den entsprechenden Kategorien der Rasse. Der Verband verfolgt weiterhin das Ziel, ein Familien- und Freizeitpferd zu züchten, das auch eine (teilweise) Eignung für verschiedene Bereiche des Reit- und Fahrsports vorweisen kann. Daher werden die meisten Freibergerstuten weiter von Hengsten mit sogenanntem Fremdblutanteil belegt. Im Jahr 1999 wurde das Zuchtbuch geschlossen, folglich kann nur noch mit Freiberger Pferden gezüchtet werden, die Einkreuzung weiterer Hengste anderer Rassen ist nicht mehr zulässig. Pferde, die aus Kreuzungen mit anderen Rassen entstammen, werden im Herdebuch in die Sektion Kreuzungen eingetragen.

### Basisfreiberger – Interessengemeinschaft des Original Freiberger Pferdes (IG-OFM)
Ebenfalls 1997 gründete sich die Interessengemeinschaft des Original Freiberger Pferdes (IG-OFM). Zu diesem Zeitpunkt waren noch 2.000 Stuten und 30 Hengste des ursprünglichen Freibergers gelistet. Davon waren 2012 beim SFV noch ca. 138 Stuten und ca. fünf Hengste als zuchtfähig registriert.
Die Interessengemeinschaft ist bis heute kein Zuchtverband, sondern versucht ausserhalb der Verbandspolitik die Reinzucht der Freiberger zu fördern. Auf Betreiben der IG-OFM entstand 2001 innerhalb des Herdebuches des SFV die Kategorie "Basis" (BAS). Der sogenannte Basisfreiberger soll die reinen Freibergerlinien repräsentieren. Hierfür wurde festgelegt, dass ein Basisfreiberger nur maximal 2 Prozent Fremdblut führen darf. Mit der Einführung der Kategorie Basis entstand auch der neue Begriff «Faktor Basis». Dazu gehören alle Freiberger mit FB-Anteil zwischen 2 und 4 %. Denn wenn ein «Faktor Basis»-Freiberger mit einem Original Freiberger ohne Fremdblut gekreuzt wird, gehört das Fohlen wieder zu den Original Freibergern. So entstand qua Definition die Möglichkeit, den Fremdblutanteil mit der sechsten Generation auszumerzen. Ein Pferd, dessen Abstammungsnachweis in der sechsten Generation einen Hengst mit einem Fremdblutanteil von 100 % (also ein Hengst anderer Rasse) ausweist und alle anderen Vorfahren kein Fremdblut führen, hat nach sechs Generationen einen Fremdblutanteil von 1,5 % und wird wieder als Basisfreiberger eingetragen.
Aufgrund der Namensgebung der Interessengemeinschaft bzw. der entsprechenden Kategorie beim SFV entstanden die Bezeichnungen "Basisfreiberger" und "Originalfreiberger".
Die Praxis zeigt aber, dass die wenigen noch vorhandenen reinen Hengste ohne Fremdblutanteil verhältnismässig selten zur Zucht eingesetzt werden. Stattdessen wird weiter Hengsten mit Fremdblut der Vorzug gegeben. Dadurch sinkt der Fremdblutanteil seit Jahren nur sehr langsam. Das angestrebte Ziel von höchstens 2 % Fremdblut in der Zucht der IG-OFM ist so also in naher Zukunft nicht erreichbar.

### Urfreiberger – Eidgenössischer Verband des reinrassigen Freiberger Pferdes (RRFB)
Im Jahr 2008 wurde der Eidgenössische Verband des reinrassigen Freiberger Pferdes gegründet. Dem Verband gingen die Massgaben des IG-OFM nicht weit genug. Als Definition für reinrassige Freiberger Pferde wurde festgelegt, dass nach 1950 kein Fremdblut mehr eingekreuzt worden sein darf. Da die Zuchtversuche mit den Araberhengsten Skipio und Shagia I bereits vor 1950 begonnen worden waren, wurden diese Nachkommen ausdrücklich ausgeschlossen.
Ziel des Verbandes ist die Rettung des ursprünglichen Freibergerpferdes. Das zu züchtende Pferd, welches damit ohne Fremdblutanteil gezogen werden soll, wird als Urfreiberger bezeichnet.
Der Urfreiberger ist die letzte in der Schweiz bestehende Kaltblutpferderasse im „Wirtschaftstyp“. Er verkörpert den historischen Juraschlag des Freiberger Kaltblutpferdes in Reinzucht seit 1950. Ziel der Zucht des Urfreibergers ist, die guten Eigenschaften dieser Rasse (guter Charakter, Gutmütigkeit, Menschenbezogenheit, Gesundheit und Robustheit) zu erhalten. Mit dieser Erhaltungszucht soll der Gen-Pool des Urfreibergers erhalten werden. Die Anpaarungen werden hierfür nach Berechnung des Verwandtschaftsgrades der Zuchttiere auf Vorschlag der Zuchtleitung vorgenommen. Es gibt infolge der Selektion mehr leichte und mittlere, rittige Urfreiberger. Aufgrund seines ruhigen Temperaments, seiner Körperform, seines Körperbaus und seines Gewichtes ist der Urfreiberger auch noch für den „schweren Zug“ geeignet. Der Urfreiberger gilt als vom Aussterben bedrohte Pferderasse.
Im RRFB sind Züchter aus der gesamten Schweiz tätig, der Verband finanziert sich auf privater Basis. Die Verhandlungen mit dem schweizerischen Bundesamt für Landwirtschaft (BLW) zur Anerkennung als Zuchtorganisation sind so weit gediehen, dass der RRFB vom BLW als "alleine für den Urfreiberger zuständig" erklärt worden ist. Der RRFB führt das Herdebuch des Urfreibergers, führt eigenständig die Selektion der Zuchttiere und die Körung der Zuchthengste durch.
Vom RRFB eingetragene Urfreiberger können nicht zusätzlich im Herdebuch des Schweizerischen Freibergerverbandes (SFV) eingetragen werden.